# Franz Högl

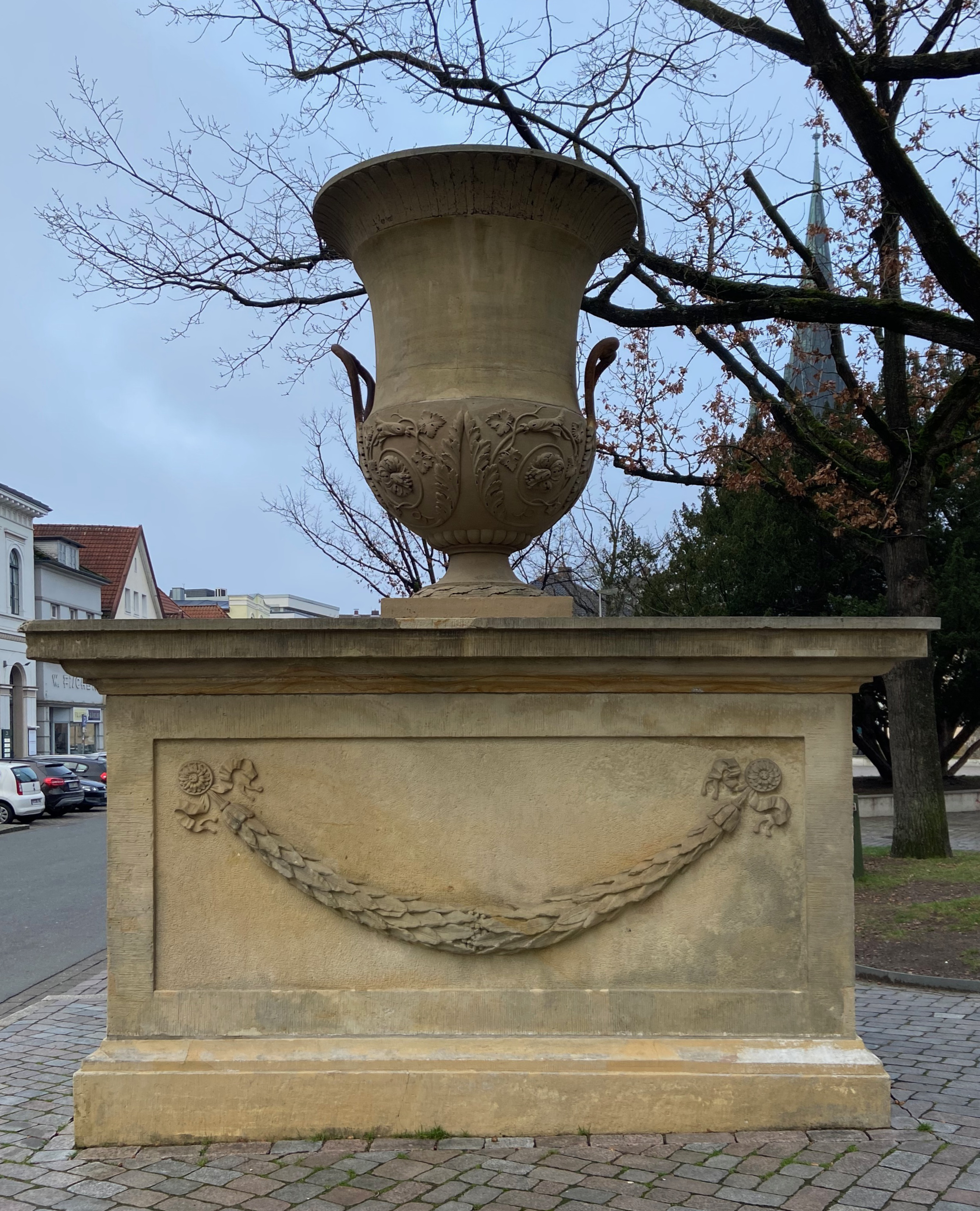
Vase mit Sockel

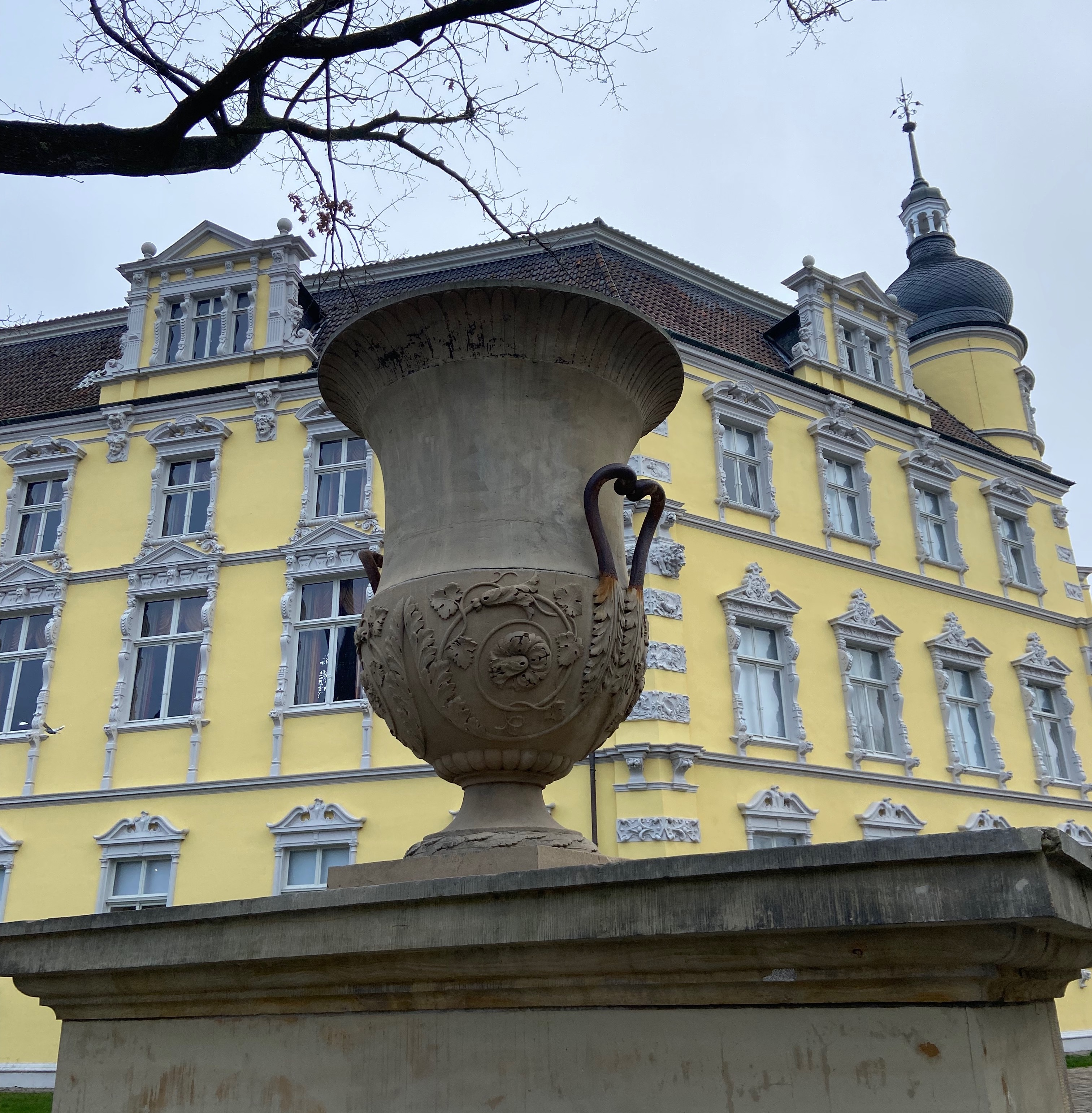
„Point-de-vue-Vase“ am Schlossplatz in Oldenburg

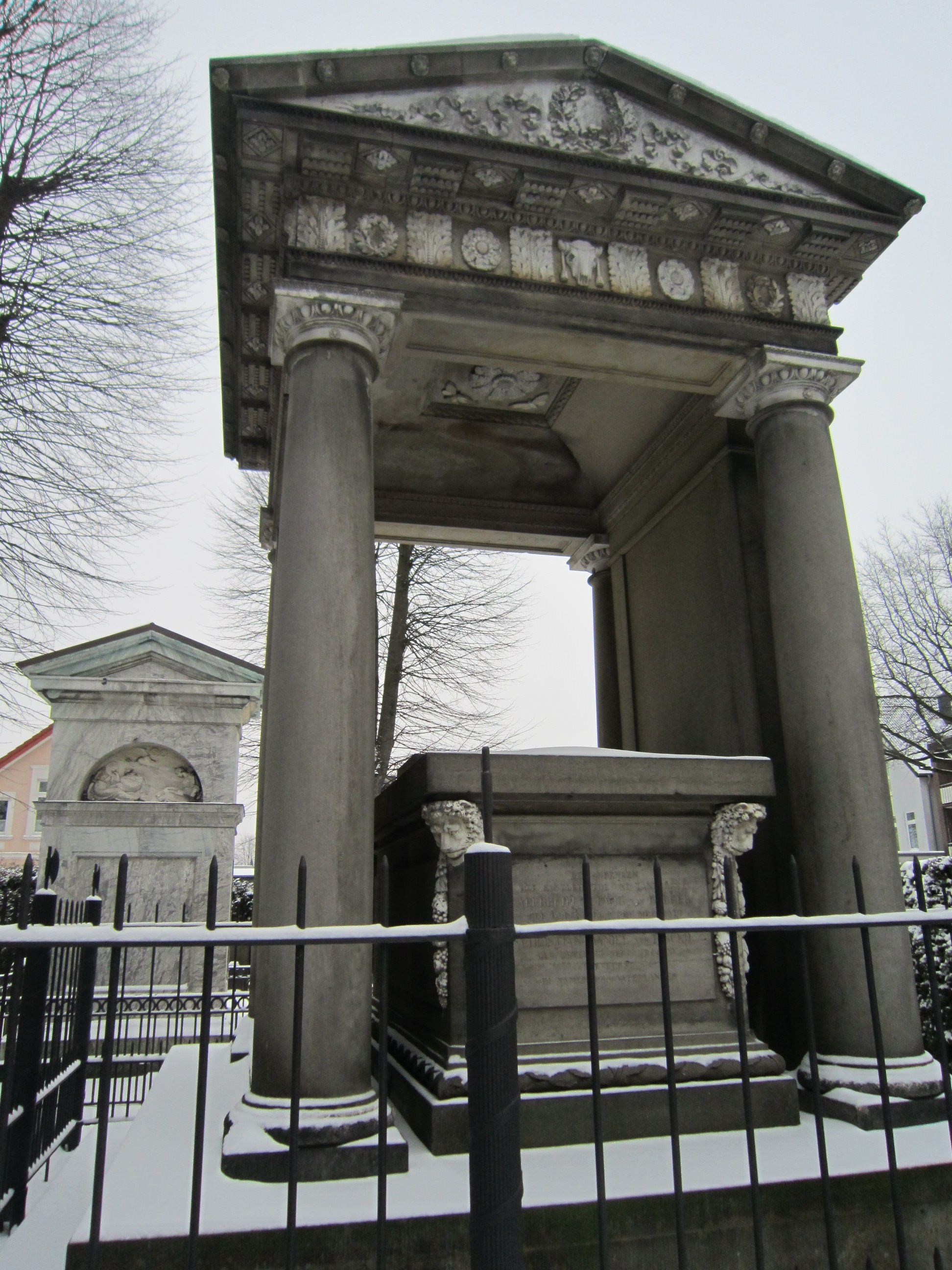
Grab Albrecht Ludwig von Bergers und Christian Daniel von Finckhs auf dem Gertrudenfriedhof in Oldenburg

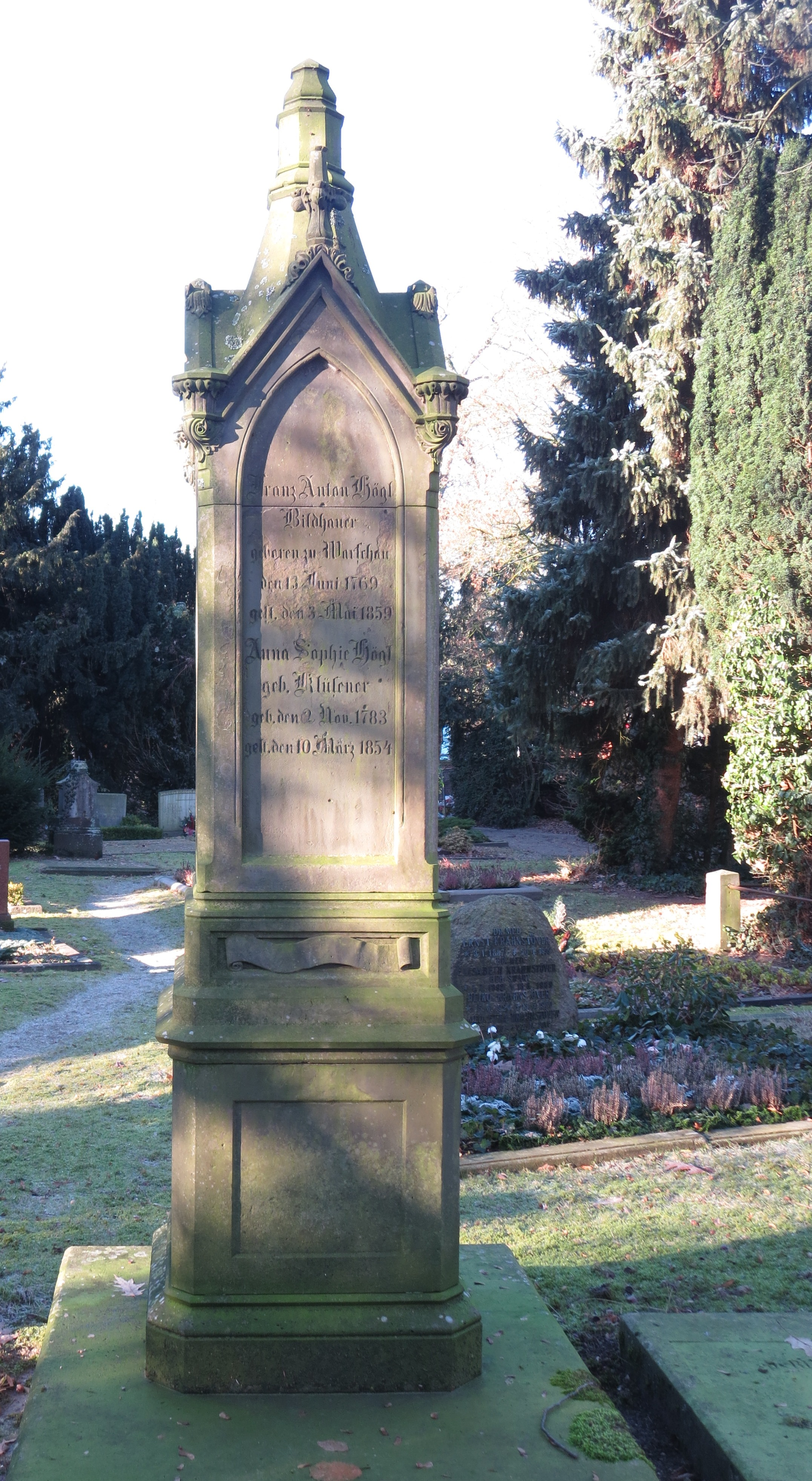
Grabmal Franz Anton Högl auf dem Gertrudenfriedhof

Franz Anton Högl – auch Franciszek Antoni Högl – (* 13. Juni 1769 in Warschau; † 3. Mai 1859 in Oldenburg) war ein deutscher Bildhauer.

## Leben und Karriere
Högl entstammte einer Bildhauerfamilie und war der Sohn des Steinmetzmeisters Joseph Högl (1741–1780) und der Constantia geb. Lascowska. Seine Wanderjahre führten Högl über Sankt Petersburg, London und Paris 1804 nach Oldenburg. Dort war er zunächst der einzige in der Stadt ansässige Steinmetz und Bildhauer. Daher ist anzunehmen, dass er im Rahmen der klassizistischen Umgestaltung Oldenburgs an staatlichen und privaten Bauten von 1804 bis etwa 1840 beteiligt war. Seine Mitarbeit am Umbau des Schlosses ist für das Jahr 1809 belegt. Seit 1820 führte er die Stuckierung der Decke des Mausoleums des herzoglich-oldenburgischen Hauses auf dem Gertrudenfriedhof durch. Anfang der 1840er Jahre musste er wegen zunehmender Erblindung seine Werkstatt an seinen Sohn Eduard Demetrius weitergeben.
Nachweislich Högls Arbeit ist das Grabdenkmal für die Kanzleiräte Berger und Finckh, das von Herzog Peter I. auf dem Gertrudenfriedhof 1824 beauftragt und von Högl nach Entwürfen des Architekten Heinrich Carl Slevogt errichtet wurde. Die Ausführung des nach einem Entwurf von Georg Siegmund Otto Lasius entworfenen Mausoleums des dirigierenden Ministers Holmer, kurz nach 1806 auf dem Gertrudenfriedhof erbaut, wird ihm zugeschrieben.

### Point-de-vue-Vase
Ein weiteres bedeutendes Werk ist die Point-de-vue-Vase am Schlossplatz in Oldenburg, die nach Plänen von Joseph Bernhard Winck kurz nach 1805 aufgestellt wurde.
Eine Türumrahmung der Hirschapotheke (1804), die Reliefs der Giebelfelder der Militärschule am Pferdemarkt (1838) und der Schloßwache (1839) sowie die Figur der Psyche im Stadtmuseum werden ebenfalls Högl zugeschrieben, allerdings ohne bisher archivalisch belegt werden zu können.
Das von seinen Söhnen gestaltete Grabdenkmal Högls befindet sich ebenfalls auf dem Gertrudenfriedhof in Oldenburg.

## Familie
1805 heiratete Högl Anna Sophie Klüsener (1783–1854) aus Osternburg. Das Paar hatte zwölf Kinder, von denen die Söhne Eduard Demetrius (1805–1885) und Heinrich Konstantin (1813–1874) ebenfalls Bildhauer wurden. Der Enkel Bernhard (1843–1893) und der Urenkel Ernst (1880–1914) waren ebenfalls in Oldenburg in diesem Beruf tätig. Ein Neffe war der in Oldenburg und Ostfriesland bekannte Methodistenprediger Franz Klüsner.